# 克利尔菲尔德 (宾夕法尼亚州)
克利尔菲尔德（Clearfield）是美国宾夕法尼亚州克利尔菲县的一个自治市镇，是克利尔菲县的县城。截至2020年美国人口普查，克利尔菲尔德人口为5,962人，是克利尔菲县人口第二大社区，仅次于杜波依斯。该市镇是宾夕法尼亚州杜波依斯小城市统计区的一部分，也是更大的州学院-杜波依斯联合统计区的一部分。该镇周围的定居区包括附近的海德和普林普顿维尔普查规定居民点，加上克利尔菲尔德人口约为8237人。

## 合并
2015年10月，克利尔菲尔德/劳伦斯镇区合并委员会首次召开会议，讨论劳伦斯镇区和克利尔菲尔德之间的潜在合并。然而，2017年8月1日，劳伦斯镇区监管人员以2票对1票反对与克利尔菲尔德合并。新市镇的人口约为13800人，将超过杜波依斯，成为该县人口最多的社区。

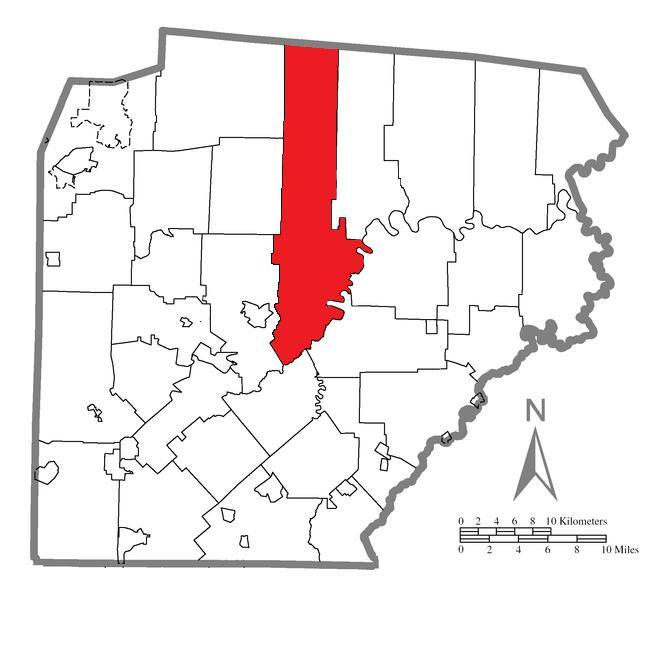
如果投票在2020年通过，新市政当局在克利尔菲尔德县的位置。

## 历史
直到1600年代，美洲原住民居住和经过克利尔菲尔德县的贸易路线和路径很多。当时印第安人的一条主要道路是Great Shamokin Path ，它始于萨斯奎哈纳上的印第安村庄沙莫金（现为桑伯里）附近，继续向西经过Lock Haven，到达Chinklacamoose，现在是克利尔菲尔德自治市镇。最后，路径在阿勒根尼河上的基坦宁 ( Kittanning)村结束，这里现在是同名的现代城镇。

### 国家史迹名录
克利尔菲尔德拥有克利尔菲尔德县二十个国家注册历史名胜名录中的四个。
克利尔菲尔德县法院
迪美林大酒店
老城历史街区
托马斯默里故居

## 地理
克利尔菲尔德位于萨斯奎哈纳河西支沿岸的克利尔菲尔德县中心附近。美国322号国道公路穿过该行政区，80号州际公路向北通过，可从120号出口（宾夕法尼亚州879号公路）进入。通过US-322和I-80，它位于杜波依斯市西北22英里（35公里）处。US-322向东南40英里（64公里）到达州立学院。

### 邻近县

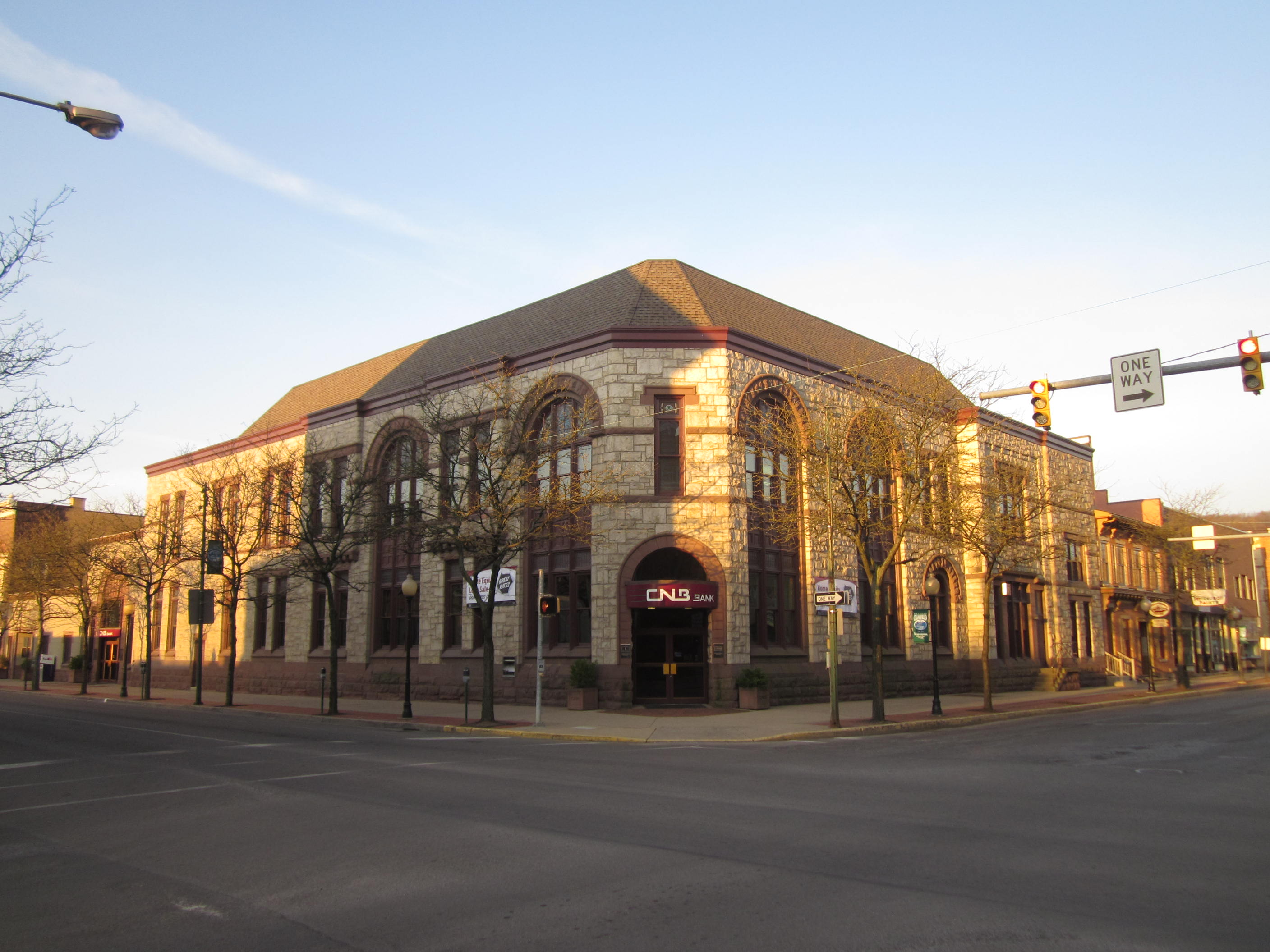
市中心克利尔菲尔德南二街和市场街

埃尔克县（北部）
卡梅伦县（东北部）
克林顿县（东北）
坎布里亚县（南部）
布莱尔县（东南部）
印第安纳县（西南）
中央县（东部）
杰斐逊县（西部）

## 人口
| 调查年   | 人口  | 备注 | %±     |
| -------- | ----- | ---- | ------ |
| 1850     | 503   |      | —      |
| 1860     | 757   |      | 50.5%  |
| 1870     | 1,361 |      | 79.8%  |
| 1880     | 1,809 |      | 32.9%  |
| 1890     | 2,248 |      | 24.3%  |
| 1900     | 5,081 |      | 126.0% |
| 1910     | 6,851 |      | 34.8%  |
| 1920     | 8,529 |      | 24.5%  |
| 1930     | 9,221 |      | 8.1%   |
| 1940     | 9,372 |      | 1.6%   |
| 1950     | 9,357 |      | −0.2%  |
| 1960     | 9,270 |      | −0.9%  |
| 1970     | 8,176 |      | −11.8% |
| 1980     | 7,580 |      | −7.3%  |
| 1990     | 6,633 |      | −12.5% |
| 2000     | 6,631 |      | 0.0%   |
| 2010     | 6,215 |      | −6.3%  |
| 2020     | 5,962 |      | −4.1%  |
| Sources: |       |      |        |

截至2010年人口普查，该行政区共有6,215人，比2000年人口普查下降了6.3% ，有3,070户和1,740个家庭居住在该行政区。人口密度为每平方英里3,649.7人（1,409.2/平方公里）。共有3,326套住房，平均密度为每平方英里1,830.6套（706.8 套/平方公里）。该行政区的种族构成为93.1%白人、2.6%非裔美国人、0.08%美洲原住民、1.6%亚裔美国人、0.06%来自其他种族、0.9%来自两个或多个种族。任何种族的西班牙裔或拉丁裔占人口的1.4%。
共有3070户家庭，其中24.5%有18岁以下儿童，42.4%为已婚夫妇同居，10.4%为女户主且无丈夫，43.3%为非家庭。38.5%的家庭由个人组成，17.2%的家庭有65岁或以上的独居者。平均家庭人数为2.13人，平均家庭人数为2.83人。
该行政区的人口分布较分散，其中20.4%年龄在18岁以下，8.4%为18至24岁，28.3%为25至44岁，22.7%为45至64岁，20.2%为65岁或以上。中位年龄为41岁。每100名女性对应89.6名男性。每100名18岁及以上女性中，就有84.9名男性。
该行政区家庭收入中位数为27,414美元，家庭收入中位数为40,095美元。男性的平均收入为29,972美元，而女性的平均收入为22,607美元。该行政区的人均收入为17,374美元。约8.3%的家庭和13.4%的人口处于贫困线以下，其中18岁以下的人口占14.6%，65岁或以上的人口占15.4%。
根据美国普查局的数据，该行政区总面积为1.9平方英里（4.9平方公里），其中1.8平方英里（4.7平方公里）为土地，0.1平方英里（0.26平方公里）为土地。 3.70%是水域。